# Campeonato Mundial de Atletismo de 2017
El XVI Campeonato Mundial de Atletismo se celebró en Londres (Reino Unido) entre el 4 y el 13 de agosto de 2017 bajo la organización de la Asociación Internacional de Federaciones de Atletismo (IAAF) y la Federación Británica de Atletismo.
Las competiciones se realizaron en el Estadio Olímpico de la capital británica, sede principal de los Juegos Olímpicos de 2012. Las pruebas de maratón se disputaron en un trayecto con salida y meta en el Puente de la Torre, y que recorrió otros lugares emblemáticos de la ciudad como Victoria Embankment, las Casas del Parlamento, el río Támesis y la Catedral de San Pablo. Por otra parte, las pruebas de marcha se desarrollaron en un circuito de 2 km en la alameda The Mall, entre el Palacio de Buckingham y el Arco del Almirantazgo.

## Elección
Dos ciudades presentaron su candidatura para el evento: Londres y Doha (Catar). El 11 de noviembre de 2011, la IAAF anunció en la reunión de su Consejo la sede elegida, la ciudad de Londres, que ganó a la propuesta catarí por 16 votos a 10. La candidatura de Londres fue presentada por el exatleta Sebastian Coe, en ese momento vicepresidente de la IAAF.

## Símbolos
El 20 de abril de 2017 fueron presentadas las mascotas oficiales del campeonato mundial y del campeonato mundial de paratletismo, celebrado entre el 14 y 23 de julio. Para cada una las candidatas ganadoras fueron el erizo Hero y la abeja Whizbee, diseñadas por una niña de nueve años. Ambas representan un llamado de atención a la disminución de dichas especies tanto en las islas británicas como a nivel mundial, respectivamente, dado su importante aporte a la ecología. Fueron escogidas entre cuatro mil aspirantes por un comité en el que se encontraba la exatleta británica Jessica Ennis-Hill.

## Países participantes
Participaron en el campeonato 2038 atletas provenientes de 205 federaciones nacionales afiliadas a la IAAF. 1080 compiten en la categoría masculina, y 958 en la femenina. También tomaron parte los denominados «atletas neutrales autorizados» (ANA) –19 atletas rusos– y el equipo de atletas refugiados (ART).

## Calendario
| E | Eliminatorias | C | Clasificación | ½ | Semifinales | F | Final |

| Fecha →           | Vi 04 | Sá 05 | Sá 05 | Sá 05 | Do 06 | Do 06 | Lu 07 | Lu 07 | Ma 08 | Ma 08 | Mi 09 | Mi 09 | Ju 10 | Ju 10 | Vi 11 | Vi 11 | Sá 12 | Sá 12 | Do 13 | Do 13 |
| ----------------- | ----- | ----- | ----- | ----- | ----- | ----- | ----- | ----- | ----- | ----- | ----- | ----- | ----- | ----- | ----- | ----- | ----- | ----- | ----- | ----- |
| Prueba ↓          | T     | M     | T     | T     | M     | T     | M     | T     | M     | T     | M     | T     | M     | T     | M     | T     | M     | T     | M     | T     |
| 100 m             | E     |       | ½     | F     |       |       |       |       |       |       |       |       |       |       |       |       |       |       |       |       |
| 200 m             |       |       |       |       |       |       |       | E     |       |       |       | ½     |       | F     |       |       |       |       |       |       |
| 400 m             |       | E     |       |       |       | ½     |       |       |       | F     |       |       |       |       |       |       |       |       |       |       |
| 800 m             |       | E     |       |       |       | ½     |       |       |       | F     |       |       |       |       |       |       |       |       |       |       |
| 1500 m            |       |       |       |       |       |       |       |       |       |       |       |       |       | E     |       | ½     |       |       |       | F     |
| 5000 m            |       |       |       |       |       |       |       |       |       |       |       | E     |       |       |       |       |       | F     |       |       |
| 10 000 m          | F     |       |       |       |       |       |       |       |       |       |       |       |       |       |       |       |       |       |       |       |
| Maratón           |       |       |       |       | F     |       |       |       |       |       |       |       |       |       |       |       |       |       |       |       |
| 110 m vallas      |       |       |       |       | E     | ½     |       | F     |       |       |       |       |       |       |       |       |       |       |       |       |
| 400 m vallas      |       |       |       |       | E     |       |       | ½     |       |       |       | F     |       |       |       |       |       |       |       |       |
| 3000 m obst.      |       |       |       |       | E     |       |       |       |       | F     |       |       |       |       |       |       |       |       |       |       |
| 4 × 100 m         |       |       |       |       |       |       |       |       |       |       |       |       |       |       |       |       | E     | F     |       |       |
| 4 × 400 m         |       |       |       |       |       |       |       |       |       |       |       |       |       |       |       |       | E     |       |       | F     |
| 20 km marcha      |       |       |       |       |       |       |       |       |       |       |       |       |       |       |       |       |       |       | F     |       |
| 50 km marcha      |       |       |       |       |       |       |       |       |       |       |       |       |       |       |       |       |       |       | F     |       |
| Salto longitud    | C     |       | F     | F     |       |       |       |       |       |       |       |       |       |       |       |       |       |       |       |       |
| Triple salto      |       |       |       |       |       |       |       | C     |       |       |       |       |       | F     |       |       |       |       |       |       |
| Salto altura      |       |       |       |       |       |       |       |       |       |       |       |       |       |       | C     |       |       |       |       | F     |
| Salto con pértiga |       |       |       |       | C     |       |       |       |       | F     |       |       |       |       |       |       |       |       |       |       |
| Peso              |       | C     |       |       |       | F     |       |       |       |       |       |       |       |       |       |       |       |       |       |       |
| Disco             | C     |       | F     | F     |       |       |       |       |       |       |       |       |       |       |       |       |       |       |       |       |
| Martillo          |       |       |       |       |       |       |       |       |       |       |       | C     |       |       |       | F     |       |       |       |       |
| Jabalina          |       |       |       |       |       |       |       |       |       |       |       |       |       | C     |       |       |       | F     |       |       |
| Decatlón          |       |       |       |       |       |       |       |       |       |       |       |       |       |       | F     | F     | F     | F     |       |       |

| Fecha →           | Vi 04 | Sá 05 | Sá 05 | Do 06 | Do 06 | Do 06 | Lu 07 | Lu 07 | Ma 08 | Ma 08 | Mi 09 | Mi 09 | Ju 10 | Ju 10 | Vi 11 | Vi 11 | Sá 12 | Sá 12 | Do 13 | Do 13 |
| ----------------- | ----- | ----- | ----- | ----- | ----- | ----- | ----- | ----- | ----- | ----- | ----- | ----- | ----- | ----- | ----- | ----- | ----- | ----- | ----- | ----- |
| Prueba ↓          | T     | M     | T     | M     | T     | T     | M     | T     | M     | T     | M     | T     | M     | T     | M     | T     | M     | T     | M     | T     |
| 100 m             |       |       | E     |       | ½     | F     |       |       |       |       |       |       |       |       |       |       |       |       |       |       |
| 200 m             |       |       |       |       |       |       |       |       |       | E     |       |       |       | ½     |       | F     |       |       |       |       |
| 400 m             |       |       |       | E     |       |       |       | ½     |       |       |       | F     |       |       |       |       |       |       |       |       |
| 800 m             |       |       |       |       |       |       |       |       |       |       |       |       |       | E     |       | ½     |       |       |       | F     |
| 1500 m            | E     |       | ½     |       |       |       |       | F     |       |       |       |       |       |       |       |       |       |       |       |       |
| 5000 m            |       |       |       |       |       |       |       |       |       |       |       |       |       | E     |       |       |       |       |       | F     |
| 10 000 m          |       |       | F     |       |       |       |       |       |       |       |       |       |       |       |       |       |       |       |       |       |
| Maratón           |       |       |       | F     |       |       |       |       |       |       |       |       |       |       |       |       |       |       |       |       |
| 100 m vallas      |       |       |       |       |       |       |       |       |       |       |       |       |       |       |       | E     |       | F     |       |       |
| 400 m vallas      |       |       |       |       |       |       |       | E     |       | ½     |       |       |       | F     |       |       |       |       |       |       |
| 3000 m obst.      |       |       |       |       |       |       |       |       |       |       |       | E     |       |       |       | F     |       |       |       |       |
| 4 × 100 m         |       |       |       |       |       |       |       |       |       |       |       |       |       |       |       |       | E     | F     |       |       |
| 4 × 400 m         |       |       |       |       |       |       |       |       |       |       |       |       |       |       |       |       | E     |       |       | F     |
| 20 km marcha      |       |       |       |       |       |       |       |       |       |       |       |       |       |       |       |       |       |       | F     |       |
| 50 km marcha      |       |       |       |       |       |       |       |       |       |       |       |       |       |       |       |       |       |       | F     |       |
| Salto longitud    |       |       |       |       |       |       |       |       |       |       |       | C     |       |       |       | F     |       |       |       |       |
| Triple salto      |       | C     |       |       |       |       |       | F     |       |       |       |       |       |       |       |       |       |       |       |       |
| Salto altura      |       |       |       |       |       |       |       |       |       |       |       |       |       | C     |       |       |       | F     |       |       |
| Salto con pértiga | C     |       |       |       | F     | F     |       |       |       |       |       |       |       |       |       |       |       |       |       |       |
| Peso              |       |       |       |       |       |       |       |       |       | C     |       | F     |       |       |       |       |       |       |       |       |
| Disco             |       |       |       |       |       |       |       |       |       |       |       |       |       |       | C     |       |       |       |       | F     |
| Martillo          |       | C     |       |       |       |       |       | F     |       |       |       |       |       |       |       |       |       |       |       |       |
| Jabalina          |       |       |       |       | C     | C     |       |       |       | F     |       |       |       |       |       |       |       |       |       |       |
| Heptatlón         |       | F     | F     | F     | F     | F     |       |       |       |       |       |       |       |       |       |       |       |       |       |       |

## Resultados

### Masculino
| Evento                    | Oro                                                                                    | Plata                                                                          | Bronce                                                                           |
| ------------------------- | -------------------------------------------------------------------------------------- | ------------------------------------------------------------------------------ | -------------------------------------------------------------------------------- |
| 100 m (05.08)             | Justin Gatlin Estados Unidos 9,92                                                      | Christian Coleman Estados Unidos 9,94                                          | Usain Bolt Jamaica 9,95                                                          |
| 200 m (10.08)             | Ramil Guliyev Turquía 20,09                                                            | Wayde van Niekerk Sudáfrica 20,11                                              | Jereem Richards Trinidad y Tobago 20,11                                          |
| 400 m (08.08)             | Wayde van Niekerk Sudáfrica 43,98                                                      | Steven Gardiner Bahamas 44,41                                                  | Abdalelah Harun Catar 44,48                                                      |
| 800 m (08.08)             | Pierre-Ambroise Bosse Francia 1:44,67                                                  | Adam Kszczot · Polonia · 1:44,95                                               | Kipyegon Bett Kenia 1:45,21                                                      |
| 1500 m (13.08)            | Elijah Manangoi Kenia 3:33,61                                                          | Timothy Cheruiyot Kenia 3:33,99                                                | Filip Ingebrigtsen · Noruega · 3:34,53                                           |
| 5000 m (12.08)            | Muktar Edris Etiopía 13:32,79                                                          | Mohamed Farah Reino Unido 13:33,22                                             | Paul Chelimo Estados Unidos 13:33,30                                             |
| 10 000 m (04.08)          | Mohamed Farah Reino Unido 26:49,51                                                     | Joshua Kiprui Cheptegei Uganda 26:49,94                                        | Paul Tanui Kenia 26:50,60                                                        |
| 110 m vallas (07.08)      | Omar McLeod Jamaica 13,04                                                              | Serguei Shubenkov Atletas Neutrales Autorizados 13,14                          | Balázs Baji · Hungría · 13,28                                                    |
| 400 m vallas (09.08)      | Karsten Warholm · Noruega · 48,35                                                      | Yasmani Copello Turquía 48,49                                                  | Kerron Clement Estados Unidos 48,52                                              |
| 3000 m obstáculos (08.08) | Conseslus Kipruto Kenia 8:14,12                                                        | Sufian El Bakkali Marruecos 8:14,49                                            | Evan Jager Estados Unidos 8:15,53                                                |
| 20 km marcha (13.08)      | Éider Arévalo · Colombia · 1:18:53                                                     | Serguei Shirobokov Atletas Neutrales Autorizados 1:18:55                       | Caio Bonfim · Brasil · 1:19:04                                                   |
| 50 km marcha (13.08)      | Yohann Diniz Francia 3:33:12 RC                                                        | Hirooki Arai Japón 3:41:17                                                     | Kai Kobayashi Japón 3:41:19                                                      |
| Maratón (06.08)           | Geoffrey Kirui Kenia 2:08:27                                                           | Tamirat Tola Etiopía 2:09:49                                                   | Alphonce Simbu Tanzania 2:09:51                                                  |
| Salto de altura (13.08)   | Mutaz Essa Barshim Catar 2,35 m                                                        | Danil Lysenko Atletas Neutrales Autorizados 2,32 m                             | Mayd Eddin Gazal Siria 2,29 m                                                    |
| Salto con pértiga (08.08) | Sam Kendricks Estados Unidos 5,95                                                      | Piotr Lisek · Polonia · 5,89                                                   | Renaud Lavillenie Francia 5,89                                                   |
| Salto de longitud (05.08) | Luvo Manyonga Sudáfrica 8,48                                                           | Jarrion Lawson Estados Unidos 8,44                                             | Rushwahl Samaai Sudáfrica 8,32                                                   |
| Triple salto (10.08)      | Christian Taylor Estados Unidos 17,68                                                  | Will Claye Estados Unidos 17,63                                                | Nelson Évora Portugal 17,19                                                      |
| Peso (06.08)              | Tomas Walsh Nueva Zelanda 22,03                                                        | Joseph Kovacs Estados Unidos 21,66                                             | Stipe Žunić · Croacia · 21,46                                                    |
| Disco (05.08)             | Andrius Gudžius · Lituania · 69,21                                                     | Daniel Ståhl · Suecia · 69,19                                                  | Mason Finley Estados Unidos 68,03                                                |
| Martillo (11.08)          | Paweł Fajdek · Polonia · 79,81                                                         | Valeri Pronkin Atletas Neutrales Autorizados 78,16                             | Wojciech Nowicki · Polonia · 78,03                                               |
| Jabalina (12.08)          | Johannes Vetter · Alemania · 89,89                                                     | Jakub Vadlejch · República Checa · 89,73                                       | Petr Frydrych · República Checa · 88,32                                          |
| 4 × 100 m (12.08)         | Reino Unido Chijindu Ujah Adam Gemili Daniel Talbot Nethaneel Mitchell-Blake 37,47     | Estados Unidos Mike Rodgers Justin Gatlin Jaylen Bacon Christian Coleman 37,52 | Japón Shuhei Tada Shota Iizuka Yoshihide Kiryu Kenji Fujimitsu 38,04             |
| 4 × 400 m (13.08)         | Trinidad y Tobago Jarrin Solomon Jereem Richards Machel Cedenio Lalonde Gordon 2:58,12 | Estados Unidos Wilbert London Gil Roberts Michael Cherry Fred Kerley 2:58,61   | Reino Unido Matthew Hudson-Smith Dwayne Cowan Rabah Yousif Martyn Rooney 2:59,00 |
| Decatlón (12.08)          | Kévin Mayer Francia 8768 pts.                                                          | Rico Freimuth · Alemania · 8564 pts.                                           | Kai Kazmirek · Alemania · 8488 pts.                                              |

### Femenino
| Evento                    | Oro                                                                                | Plata                                                                     | Bronce                                                                                     |
| ------------------------- | ---------------------------------------------------------------------------------- | ------------------------------------------------------------------------- | ------------------------------------------------------------------------------------------ |
| 100 m (06.08)             | Tori Bowie Estados Unidos 10,85                                                    | Marie-Josée Ta Lou Costa de Marfil 10,86                                  | Dafne Schippers · Países Bajos · 10,96                                                     |
| 200 m (11.08)             | Dafne Schippers · Países Bajos · 22,05                                             | Marie-Josée Ta Lou Costa de Marfil 22,08                                  | Shaunae Miller-Uibo Bahamas 22,15                                                          |
| 400 m (09.08)             | Phyllis Francis Estados Unidos 49,92                                               | Salwa Eid Naser Baréin 50,06                                              | Allyson Felix Estados Unidos 50,08                                                         |
| 800 m (13.08)             | Caster Semenya Sudáfrica 1:55,16                                                   | Francine Niyonsaba Burundi 1:55,92                                        | Ajeé Wilson Estados Unidos 1:56,65                                                         |
| 1500 m (07.08)            | Faith Kipyegon Kenia 4:02,59                                                       | Jennifer Simpson Estados Unidos 4:02,76                                   | Caster Semenya Sudáfrica 4:02,90                                                           |
| 5000 m (13.08)            | Hellen Obiri Kenia 14:34,86                                                        | Almaz Ayana Etiopía 14:40,35                                              | Sifan Hassan · Países Bajos · 14:42,73                                                     |
| 10 000 m (05.08)          | Almaz Ayana Etiopía 30:16,32                                                       | Tirunesh Dibaba Etiopía 31:02,69                                          | Agnes Jebet Tirop Kenia 31:03,50                                                           |
| 100 m vallas (12.08)      | Sally Pearson Australia 12,59                                                      | Dawn Harper-Nelson Estados Unidos 12,63                                   | Pamela Dutkiewicz · Alemania · 12,72                                                       |
| 400 m vallas (10.08)      | Kori Carter Estados Unidos 53,07                                                   | Dalilah Muhammad Estados Unidos 53,50                                     | Ristananna Tracey Jamaica 53,74                                                            |
| 3000 m obstáculos (11.08) | Emma Coburn Estados Unidos 9:02,58 RC                                              | Courtney Frerichs Estados Unidos 9:03,77                                  | Hyvin Jepkemoi Kenia 9:04,03                                                               |
| 20 km marcha (13.08)      | Yang Jiayu China 1:26:18                                                           | María Guadalupe González · México · 1:26:19                               | Antonella Palmisano · Italia · 1:26:36                                                     |
| 50 km marcha (13.08)      | Inês Henriques Portugal 4:05:56 RM                                                 | Yin Hang China 4:08:58                                                    | Yang Shuqing China 4:20:49                                                                 |
| Maratón (06.08)           | Rose Chelimo Baréin 2:27:11                                                        | Edna Kiplagat Kenia 2:27:18                                               | Amy Cragg Estados Unidos 2:27:18                                                           |
| Salto de altura (12.08)   | Mariya Lasitskene Atletas Neutrales Autorizados 2,03 m                             | Yuliya Levchenko · Ucrania · 2,01 m                                       | Kamila Lićwinko · Polonia · 1,99 m                                                         |
| Salto con pértiga (06.08) | Ekaterini Stefanidi · Grecia · 4,91                                                | Sandi Morris Estados Unidos 4,75                                          | Robeilys Peinado · Venezuela Yarisley Silva · Cuba · 4,65                                  |
| Salto de longitud (11.08) | Brittney Reese Estados Unidos 7,02                                                 | Daria Klishina Atletas Neutrales Autorizados 7,00                         | Tianna Bartoletta Estados Unidos 6,97                                                      |
| Triple salto (07.08)      | Yulimar Rojas · Venezuela · 14,91                                                  | Caterine Ibargüen · Colombia · 14,89                                      | Olga Rypakova · Kazajistán · 14,77                                                         |
| Peso (09.08)              | Gong Lijiao China 19,94                                                            | Anita Márton · Hungría · 19,49                                            | Michelle Carter Estados Unidos 19,14                                                       |
| Disco (13.08)             | Sandra Perković · Croacia · 70,31                                                  | Dani Stevens Australia 69,64                                              | Mélina Robert-Michon Francia 66,21                                                         |
| Martillo (07.08)          | Anita Włodarczyk · Polonia · 77,90                                                 | Wang Zheng China 75,98                                                    | Malwina Kopron · Polonia · 74,76                                                           |
| Jabalina (08.08)          | Barbora Špotáková · República Checa · 66,76                                        | Li Lingwei China 66,25                                                    | Lyu Huihui China 65,26                                                                     |
| 4 × 100 m (12.08)         | Estados Unidos Aaliyah Brown Allyson Felix Morolake Akinosun Tori Bowie 41,82      | Reino Unido Asha Philip Desiree Henry Dina Asher-Smith Daryll Neita 42,12 | Jamaica Jura Levy Natasha Morrison Simone Facey Sashalee Forbes 42,19                      |
| 4 × 400 m (13.08)         | Estados Unidos Quanera Hayes Allyson Felix Shakima Wimbley Phyllis Francis 3:19,02 | Reino Unido Zoey Clark Laviai Nielsen Eilidh Doyle Emily Diamond 3:25,00  | Polonia · Małgorzata Hołub · Iga Baumgart · Aleksandra Gaworska · Justyna Święty · 3:25,41 |
| Heptatlón (06.08)         | Nafissatou Thiam · Bélgica · 6784 pts.                                             | Carolin Schäfer · Alemania · 6696 pts.                                    | Anouk Vetter · Países Bajos · 6636 pts.                                                    |

## Medallero
| Núm. | País                          | Oro | Plata | Bronce | Total |
| ---- | ----------------------------- | --- | ----- | ------ | ----- |
| 1    | Estados Unidos                | 10  | 11    | 9      | 30    |
| 2    | Kenia                         | 5   | 2     | 4      | 11    |
| 3    | Sudáfrica                     | 3   | 1     | 2      | 6     |
| 4    | Francia                       | 3   | 0     | 2      | 5     |
| 5    | China                         | 2   | 3     | 2      | 7     |
| 6    | Reino Unido                   | 2   | 3     | 1      | 6     |
| 7    | Etiopía                       | 2   | 3     | 0      | 5     |
| 8    | Polonia                       | 2   | 2     | 4      | 8     |
| 9    | Atletas Neutrales Autorizados | 1   | 5     | 0      | 6     |
| 10   | Alemania                      | 1   | 2     | 2      | 5     |
| 11   | República Checa               | 1   | 1     | 1      | 3     |
| 12   | Australia                     | 1   | 1     | 0      | 2     |
| 12   | Baréin                        | 1   | 1     | 0      | 2     |
| 12   | Colombia                      | 1   | 1     | 0      | 2     |
| 12   | Turquía                       | 1   | 1     | 0      | 2     |
| 16   | Jamaica                       | 1   | 0     | 3      | 4     |
| 16   | Países Bajos                  | 1   | 0     | 3      | 4     |
| 18   | Catar                         | 1   | 0     | 1      | 2     |
| 18   | Croacia                       | 1   | 0     | 1      | 2     |
| 18   | Noruega                       | 1   | 0     | 1      | 2     |
| 18   | Portugal                      | 1   | 0     | 1      | 2     |
| 18   | Trinidad y Tobago             | 1   | 0     | 1      | 2     |
| 18   | Venezuela                     | 1   | 0     | 1      | 2     |
| 24   | Bélgica                       | 1   | 0     | 0      | 1     |
| 24   | Grecia                        | 1   | 0     | 0      | 1     |
| 24   | Lituania                      | 1   | 0     | 0      | 1     |
| 24   | Nueva Zelanda                 | 1   | 0     | 0      | 1     |
| 28   | Costa de Marfil               | 0   | 2     | 0      | 2     |
| 29   | Japón                         | 0   | 1     | 2      | 3     |
| 30   | Bahamas                       | 0   | 1     | 1      | 2     |
| 30   | Hungría                       | 0   | 1     | 1      | 2     |
| 32   | Burundi                       | 0   | 1     | 0      | 1     |
| 32   | Marruecos                     | 0   | 1     | 0      | 1     |
| 32   | México                        | 0   | 1     | 0      | 1     |
| 32   | Suecia                        | 0   | 1     | 0      | 1     |
| 32   | Uganda                        | 0   | 1     | 0      | 1     |
| 32   | Ucrania                       | 0   | 1     | 0      | 1     |
| 38   | Brasil                        | 0   | 0     | 1      | 1     |
| 38   | Cuba                          | 0   | 0     | 1      | 1     |
| 38   | Italia                        | 0   | 0     | 1      | 1     |
| 38   | Kazajistán                    | 0   | 0     | 1      | 1     |
| 38   | Siria                         | 0   | 0     | 1      | 1     |
| 38   | Tanzania                      | 0   | 0     | 1      | 1     |
|      | TOTAL                         | 48  | 48    | 49     | 145   |